# Beat Me Daddy, Eight to the Bar
Clip vidéo
[vidéo] « Will Bradley - VDisc - Beat Me Daddy, Eight to the Bar », sur YouTube
[vidéo] « The Andrews Sisters - Beat Me Daddy, Eight to the Bar », sur YouTube
Beat Me Daddy, Eight to the Bar ou Beat Me Daddy, To a Boogie-Woogie Beat  (joue moi le rythme boogie-woogie de 8 notes à la barre, en argot jazz hipster américain) est un standard de jazz swing boogie-woogie, écrit et composé par Don Raye, Ray McKinley, et Hughie Prince (en), et enregistré en 1940 par Ray McKinley Trio chez Columbia Records,,. Sa reprise par The Andrews Sisters et en V-Disc de l'armée américaine en fait un des grands succès mondial de l'ère de big band jazz américains de la Seconde Guerre mondiale.

## Historique
Ce tube de jazz boogie-woogie est précurseur de l’ère du rock 'n' roll américain des années 1950. Le jazzman Ray McKinley (du Freddie Slack & Will Bradley (en) Trio) lançait certaines de ses chansons de swing jazz boogie-woogie en demandant à son pianiste Freddie Slack (surnommé « Daddy Slack ») de lui jouer un rythme de boogie-woogie « huit notes à la barre » (en argot hipster américain des années 1940). Alors qu'ils interprètent leur tube Down the Road a Piece en demandant au pianiste « Oh, Beat Me, Daddy, Eight to the Bar » un soir au club de jazz The Famous Door de la 52e Rue (The street of jazz, la rue du Jazz) de Manhattan à New York, Don Raye et Hughie Prince (en) entendent cette chanson et proposent à Ray McKinley de la reprendre-adaptée avec des nouvelles paroles « Dans un petit honky tonk d'un village du Texas, il y a un gars qui joue le meilleur piano du coin, il peut jouer du piano comme vous aimez, mais la façon dont il aime jouer est huit à la barre, quand il joue, il est le père de tous, les gens se rassemblent autour, mais quand il joue avec la contrebasse et la guitare, ils hurlent « Beat Me Daddy, Eight to the Bar » a-plink, a-plank, a-plink plank, a-riff, a-raff, a-riff raff, il joue un boogie, il joue huit à la barre, et nous savons tous, que quand il joue, il les met tous en transe... »
La chanson a été enregistrée pour la première fois en 1940 par le Will Bradley (en) Trio, avec Ray McKinley au chant, et Freddie Slack au piano. Ce titre inspire entre autres leurs tubes boogie-woogie suivants Boogie Woogie Bugle Boy, et Bounce Me Brother With a Solid Four (de 1941)... 

## Classement
- 1940 : V-Disc de l'armée américaine de la Seconde Guerre mondiale
- 1941 : single classé 10e des « Leading Music Box Records of 1941 » du Billboard américain.

## Reprises
Ce standard de jazz est enregistré et repris par de nombreux interprètes, dont :
- 1940 : Will Bradley (en) Trio (V-Disc)
- 1940 : The Andrews Sisters
- 1940 : Glenn Miller
- 1940 : Woody Herman
- 1959 : Ella Fitzgerald, album Get Happy! (Verve)
- 1971 : Commander Cody and His Lost Planet Airmen, album Lost in the Ozone (en)
- 1978 : Big Joe Duskin (en), album Cincinnati Stomp
- 1990 : Asleep at the Wheel, album Keepin' Me Up Nights (en)
- 1991 : Deanna Bogart (en), album Out to Get You.
- 2001 : Eight to the Bar (swing band) (en)